# That Don't Impress Me Much
 (mars 2010).
Si vous disposez d'ouvrages ou d'articles de référence ou si vous connaissez des sites web de qualité traitant du thème abordé ici, merci de compléter l'article en donnant les références utiles à sa vérifiabilité et en les liant à la section « Notes et références ».
Singles de Shania Twain
From This Moment On
(1998) Man! I Feel Like a Woman!
(1999)
That Don't Impress Me Much est le septième extrait de l'album Come on Over de Shania Twain. Comme You're Still the One et From This Moment On, cette chanson rencontrera un énorme succès international.

## Succès de la chanson
La chanson rencontrera un énorme succès mondial.
Aux États-Unis, sur les palmarès country, la chanson débute en 60e position dès sa sortie la première semaine. En février 1999, il se retrouve en 8e position. Sur les palmarès adultes contemporains[Quoi ?], la chanson débute en 22e position la première semaine (il est entre en 8e position la semaine du 26 juin 1999). Sur les palmarès officiel, il débute en 80e position et sera la troisième chanson à se placer au Top 10 américain car il se place jusqu'en 7e position le 12 juin 1999. Après deux semaines en 7e position, la chanson sort du Top 10 la semaine suivante à la 11e position.
Au Royaume-Uni, la chanson connaîtra le grand succès en débutant jusqu'en 3e position la première semaine et restera au Top 10 pendant 7 semaines. La chanson sera (no) 1 en Belgique, en Irlande, en Norvège et en Nouvelle-Zélande.
La chanson sera au top 10 dans 15 pays : l'Australie, l'Autriche, la Belgique, le Canada, les Pays-Bas, la Finlande, l'Allemagne, l'Irlande, l'Italie, la Nouvelle-Zélande, la Norvège, la Suède, la Suisse, le Royaume-Uni et les États-Unis.

## Paroles de la chanson
Cette chanson a été écrite et composé par Shania Twain et Mutt Lange. Dans cette chanson, elle fait un clin d'œil à Elvis Presley et Brad Pitt.

## Vidéoclip
La vidéo a été tournée dans le désert en Californie le 3 et 4 novembre 1998, dirigée par Paul Boyd et sera lancée en décembre 1998. Dans cette vidéo, on retrouve plusieurs véhicules dont la Chevrolet Chevy Bel Air 1957, une motocyclette, une Jeep armée, un camion d'essence et un cheval noir. Celui qui tiendra le rôle des conducteurs dans ces véhicules est le top model John Devoe (qui est également apparu dans le clip You're Still the One).
Il existe deux versions du clip: la première est la version album et la deuxième est la version Pop et Dance. La version de l'album sera inclus sur le DVD The Platinum Collection. Au Canada, la CMT nomme les vidéos les plus sexy, celui-ci se retrouve sur cette liste et aussi les 100 meilleurs vidéos country de tous les temps, il se retrouve en 45e position. Aux États-Unis, la chaîne VH1's nomme les 100 meilleurs vidéos rocks et il se retrouve en 77e position.

## Charts mondiaux
| Pays                             | Meilleure Position |
| -------------------------------- | ------------------ |
| Allemagne                        | 8                  |
| Australie                        | 2                  |
| Autriche                         | 3                  |
| Belgique                         | 1                  |
| Canada                           | 5                  |
| Finlande                         | 3                  |
| France                           | 12                 |
| Irlande                          | 1                  |
| Italie                           | 12                 |
| Norvège                          | 1                  |
| Nouvelle-Zélande                 | 1                  |
| Pays-Bas                         | 2                  |
| Royaume-Uni                      | 3                  |
| Suède                            | 3                  |
| Suisse                           | 6                  |
| États-Unis Billboard Hot 100     | 7                  |
| États-Unis Billboard Pop 100     | 8                  |
| États-Unis Billboard Hot Country | 8                  |